# Marius Marin
Marius Mihai Marin (Timișoara, 30 de agosto de 1998) es un futbolista rumano. Juega de centrocampista y su equipo es el Pisa S. C. de la Serie A.

## Trayectoria
Marin fue fichado a los 18 años por la U. S. Sassuolo Calcio italiana para formar parte del su equipo juvenil. Durante sus tres años en el club, fue cedido a la U. S. Catanzaro y a la A. C. Pisa 1909, ambos en la Serie C. Por este último club, fichó el 20 de octubre de 2021.

## Selección nacional
En categorías inferiores, disputó la Eurocopa Sub-21 de 2021 y los Juegos Olímpicos de Tokio 2020.
Debutó con la selección de Rumania el 5 de septiembre de 2021 ante Liechtenstein.

### Participaciones en Eurocopas
| Copa          | Sede     | Resultado        | Partidos | Goles |
| ------------- | -------- | ---------------- | -------- | ----- |
| Eurocopa 2024 | Alemania | Octavos de final | 4        | 0     |

## Clubes
| Club                       | País    | Año           |
| -------------------------- | ------- | ------------- |
| ACS Poli Timișoara         | Rumania | 2015          |
| ASU Politehnica Timișoara  | Rumania | 2015-2016     |
| U. S. Sassuolo Calcio      | Italia  | 2016-2019     |
| Catanzaro (préstamo)       | Italia  | 2017-2018     |
| A. C. Pisa 1909 (préstamo) | Italia  | 2018-2019     |
| Pisa S. C.                 | Italia  | 2019-presente |

## Vida personal
De origen humilde, su familia realizó un esfuerzo económico para que Marius pudiera jugar al deporte, ya como profesional y con el dinero ganado en Italia, Marius construyó una casa a su familia.